# سفر شاه به آلمان غربی (۱۳۴۶)

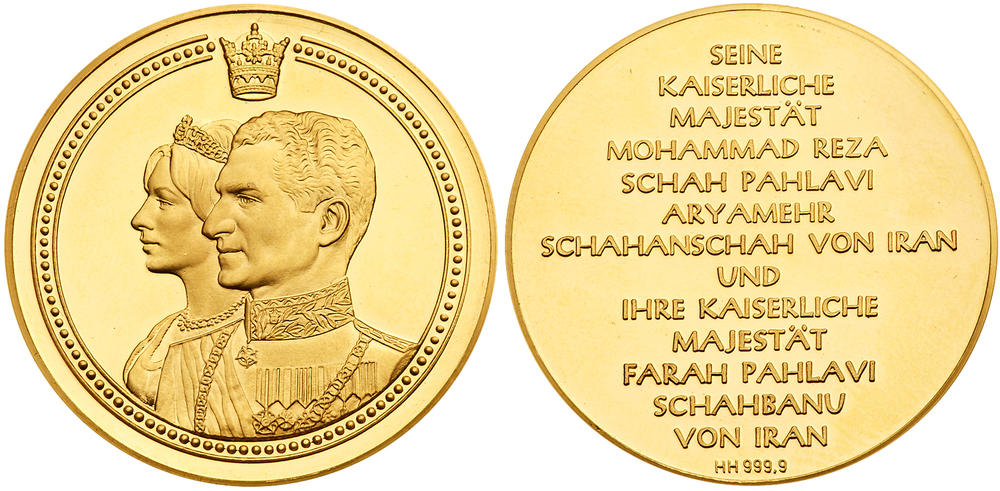
مدال یادبود سفر محمدرضا و فرح به آلمان غربی؛ ضرب آلمان

سفر محمدرضا پهلوی و فرح دیبا به آلمان غربی در ۱۴ خرداد ۱۳۴۶ آغاز شد. این سفر به دلیل همراه شدن با اعتراضات تند دانشجویان ایرانی مقیم آلمان غربی که با همراهی برخی دانشجویان آلمانی به زد و خوردهای شدیدی میان طرفین انجامید و همچنین کشته شدن یک دانشجوی آلمانی (بنو اونه‌زورگ) در تاریخ آلمان اثرگذار شد. کشته شدن این دانشجو در تقویت جنبش دوم ژوئن مؤثر بود.